# Partito Laburista (Nigeria)
Il Partito Laburista Nigeriano è un partito politico della Nigeria di ispirazione socialdemocratica.

## Storia
Il partito è stato creato nel 2002 ed era precedentemente noto come Partito per la Socialdemocrazia (PSD) prima di cambiare il suo nome attuale l'anno successivo. Costruito sull'ideologia della socialdemocrazia, il partito mira a promuovere e difendere i principi e gli ideali socialdemocratici allo scopo di raggiungere la giustizia sociale, il progresso e l'unità.
Il 27 maggio 2022, l'adesione e il sostegno del partito sono aumentati drasticamente quando l'ex governatore dello Stato di Anambra, Peter Obi, si è unito al partito poco dopo aver lasciato il Partito Democratico Popolare (PDP) nel tentativo di candidarsi alle elezioni presidenziali nigeriane del 2023.
È stato istituito dal Congresso Laburista della Nigeria. Il suo nome è stato ufficialmente cambiato in Labour Party dopo le elezioni generali del 2003.
Nel 2007, Olusegun Mimiko, si è candidata con successo come governatore dello Stato di Ondo sotto la bandiera del Partito laburista per un periodo di due mandati (2009-2017), per poi tornare nel PDP nel 2021.
Dopo la morte del defunto presidente nazionale, Alhaji Abdulkadir Abdulsalam, nel 2020, il partito ha attraversato una crisi di leadership. L'avvocato Julius Abure, che era il segretario nazionale del partito laburista, è stato eletto nuovo presidente nazionale dal Consiglio esecutivo nazionale del partito laburista (NEC) nel 2021. L'ex vicepresidente nazionale del partito, Calistus Okafor, ha contestato l'avvocato Julius Abure dopo aver affermato di essere l'autentico presidente nazionale del partito in virtù della sua posizione.
L'ex governatore dello stato di Anambra, Peter Obi, si è unito al partito dopo aver lasciato il Partito democratico popolare a causa di problemi che aveva al partito che erano in contrasto con la sua persona e i suoi principi. È emerso come candidato presidenziale del partito nel 2023 dopo che Pat Utomi, Faduri Joseph e Olubusola Emmanuel-Tella si sono dimessi dalla competizione, rendendolo l'unico aspirante alle primarie presidenziali. Gbadebo Rhodes-Vivour è emerso come candidato alla carica di governatore del partito nello stato di Lagos.
Poco prima delle elezioni generali nigeriane del 2023, il partito ha ottenuto il sostegno sia del Nigeria Labour Congress che del Trade Union Congress of Nigeria. Le federazioni sindacali consigliarono ai loro iscritti di votare per Peter Obi. È la prima volta che le federazioni sindacali esprimono un sostegno esplicito a un partito politico.

## Risultati elettorali
| Elezione          | Elezione | Seggi   |
| ----------------- | -------- | ------- |
| Parlamentari 2019 | Camera   | 1 / 360 |
| Parlamentari 2019 | Senato   | 0 / 109 |
| Parlamentari 2023 | Camera   | 0 / 360 |
| Parlamentari 2023 | Senato   | 0 / 109 |

| Elezione           | Candidato           | Voti      | %     | Esito                 |
| ------------------ | ------------------- | --------- | ----- | --------------------- |
| Presidenziali 2019 | Muhammed Usman Zaki | 5 074     | 0,02  | ❌ Non eletta/o (30º) |
| Presidenziali 2023 | Peter Obi           | 6 101 533 | 25,40 | ❌ Non eletta/o (3º)  |